# سكودريا ألفا توري
سكوديريا ألفا توري واختصارا ألفا توري هو فريق إيطالي في سباقات الفورمولا واحد. هو والفريق الأخر ريد بول ريسينغ أحد فريقين للفورمولا 1 مملوكين لشركة المشروبات النمساوية ريد بل. شارك لأول مرة في السباقات في بطولة العالم للفورمولا 1 لعام 2020 ، كنتيجة تغيير العلامة التجارية من «فريق تورو روسو» إلى «ألفا توري» من أجل الترويج لعلامة الأزياء ألفا توري.
في سبتمبر 2019 أعلن فريق تورو روسو عن التقدم بطلب لتغيير التسمية للمشاركة في البطولة بدءا من 2020. وتم الإعلان في 1 ديسمبر 2019 أن الفريق رشح «ألفا توري» لقبًا جديدًا كأحد الطرق للترويج لعلامة أزياء الشركة الأم ريد بل التي تحمل الاسم نفسه م وبالتالي استبدال سكوديريا ألفا توري لقب سكوديريا تورو روسو بعد أربعة عشر عاما. الذي يرجع إلى عام 1985 عندما كان يشارك تحت اسم ميناردي.

## وصلات خارجية
- الموقع الرسمي